# Chrysozephyrus letha
Chrysozephyrus letha is een vlinder uit de familie van de Lycaenidae. De wetenschappelijke naam van de soort werd als Zephyrus letha in 1896 gepubliceerd door Edward Yerbury Watson.